# Within You Without You
Within You Without You (George Harrison) är en låt av The Beatles från 1967.

## Låten och inspelningen
Under fyra tagningar (15 och 22 mars samt 3 - 4 april) spelade George Harrison in denna låt med ett stort antal icke namngivna indiska musiker samt ett antal klassiska musiker (violinister och cellister). Gruppens roadie och allt i allo Neil Aspinall spelar tambura. Harrison påbörjade låten hemma hos Klaus Voormann och mycket av texten centreras kring samtidens tomhet och materialism, en text som kan tyckas ha blivit mer och mer aktuell. Rent kronologiskt blev detta den sista låten som färdigställdes under Pepper-sessionerna som därmed avslutades 4 april 1967 (de hade pågått sedan 24 november 1966). Låten kom med på LP:n Sgt. Pepper's Lonely Hearts Club Band, som utgavs i England och USA 1 juni respektive 2 juni 1967.